# Sassoni delle Chiltern

Localizzazione dei popoli citati nel Tribal Hidage. I Sassoni delle Chiltern si trovano a nord del Tamigi, a ovest della Sassonia orientale (Cilternsæte).

Il regno altomedievale dei Sassoni nelle Chiltern Hills britanniche (appunto Ciltern Saetan) era ubicato in un territorio compreso dal Berkshire all'Hertfordshire. I Sassoni iniziarono a insediarsi in quest'area dal tardo V secolo, dando progressivamente vita a un vero e proprio regno, a danno di quelli britanni, che sarà poi controllato dai Sassoni occidentali del Wessex e che cadrà infine sotto il controllo della Mercia a partire dalla metà del VII secolo, di cui fu un sub-regno prima e un regno cliente poi.

## Cronologia
- ca. 440-500 - I Sassoni avanzano lungo la valle del Tamigi e quella dell'Aylesbury fino alle Chiltern Hills;
- ca. 560-592 - I Sassoni del Wessex conquistano quelli delle Chiltern;
- 592 - Da questa data, se non da prima, i Sassoni del Wessex controllano tutti i Sassoni della valle del Tamigi;
- ca. 610-630 - I Sassoni delle Chiltern contribuiscono al collasso del regno britannico di Cynwidion;
- dal 670 ca. - I Sassoni delle Chiltern diventano un sub-regno prima e un regno cliente poi della Mercia.